# Rana temporaria
La rana bermeja (Rana temporaria) es una especie de anfibio anuro de la familia Ranidae. Es común en Europa y el noroeste de Asia. Vive en lugares húmedos, pasa gran parte de su vida adulta en la tierra, y vuelve al agua sólo para escapar cuando la atacan y para reproducirse. Se reproducen en primavera. Los machos llaman a las hembras con un particular croar, parecido a un gruñido, y tras el apareamiento las hembras ponen grupos flotantes de miles de huevos.

## Características
La especie tiene un cuerpo más robusto y patas más cortas que la rana verde común, aunque lo normal es que tenga un tamaño menor y es más nocturna, saliendo al oscurecer y no siendo fácil de observar tanto por sus hábitos como por su escasez. Las poblaciones del sistema Central y las del norte de la península están en recesión debido a los cambios producidos en las acequias y canales de riego (eliminación de la cobertura que ofrecen las plantas acuáticas y hormigonado de los cauces) y a la contaminación de las aguas. 
Cuerpo de entre 6-9 cm Tiene la cabeza y el hocico puntiagudo y el tímpano pequeño y poco visible. La pupila es elíptica horizontal.
Presenta unos pliegues en los laterales del dorso que son relativamente paralelos entre sí y visibles.
Los miembros anteriores presentan tres tubérculos en las palmas y tienen cuatro dedos que tienen a su vez tubérculos por debajo de cada articulación. La especie es muy atractiva físicamente y con una gran variación en los colores y en el diseño de las manchas, por lo cual se la ha capturado para acuarios y jardines particulares con estanques, pero prefiere las aguas corrientes.
Partes inferiores blanquecinas o pardo-amarillento, incluso con tintes rosas en las regiones femoral y anal. Garganta blanca deslumbrante, amarillenta o con un retículo grisáceo u oscuro que deja una banda o línea central más clara.
La parte superior suele tener coloración parda variable yendo del pardo oscuro-gris negruzco hasta tonos rojizos sobre todo en los juveniles. El dorso y los flancos variando de color, de oliva verde gris castaño, castaño, oliva pardo, gris, amarillento, o mezcla de tonos cremosos con listados en color chocolate. Y también pueden mimetizarse aclarando y oscureciéndose para pasar inadvertidas. Con su aspecto de hojas muertas habita en zonas húmedas en bosques, bosques de ribera, arroyos, acequias y canales de riego donde la cobertura vegetal de plantas acuáticas como el Potamogeton crispus les ofrece protección.
La librea puede ser lisa, con algunas motas (manchas blanquecinas) o incluso presentar una mancha en forma de v invertida en la espalda. Posee una mancha oscura postocular que se prolonga por el ojo y luego de manera más fina hasta las narinas. Por debajo de esta franja se puede ver una más estrecha y blanquecina que recorre la mayor parte del labio superior. Los miembros posteriores tienen franjas transversales más oscuras bastante patentes. No es desconocida la aparición de inusuales coloraciones, tanto negros como rojos, y tornar al azul en la estación de apareo. Adicionalmente, individuos albinos se hallan con piel amarilla y ojos rojos.
Las hembras son bastante más grandes que los machos, que son más esbeltos y normalmente se quedan en los 6 cm, teniendo estos los miembros anteriores más robustos que las hembras y durante la época de celo tienen callosidades nupciales (espuelas) grises o negras en el dedo más interno de cada mano.
Cría normalmente en aguas más frías que la rana verde o el sapo común o el sapo corredor y necesita cursos estables como arroyos o canales de riego con poca corriente y que no desaparezcan rápidamente durante la fase acuática de renacuajo. Los renacuajos pueden medir hasta 5 cm de longitud, y tienen el espiráculo situado en el lado izquierdo. Su desarrollo es más lento que en las especies mediterráneas por lo cual son más frecuentes en zonas más frías donde el agua permanece fluyendo más tiempo durante la estación seca, como en áreas de clima atlántico, montañas o en el piso supramediterraneo. Localmente pueden criar en acequias con sifones, abrevaderos de fuentes para el ganado, lavaderos, balsas y otras instalaciones hidráulicas que mantienen una cantidad de agua suficiente. Las partes superiores de los renacuajos son rubias, pardas o grises y presentan a veces tonos rojizos o negruzcos, siendo la zona ventral muy oscura con algunas machas blanquecinas o doradas que también aparecen en la cola. La cresta es alta y se inicia en la parte posterior del cuerpo acabando con un extremo terminado en punta corta y redondeada. El vientre del renacuajo es bastante transparente pudiéndose apreciar en la mayoría de los casos los intestinos del animal.

## Galería

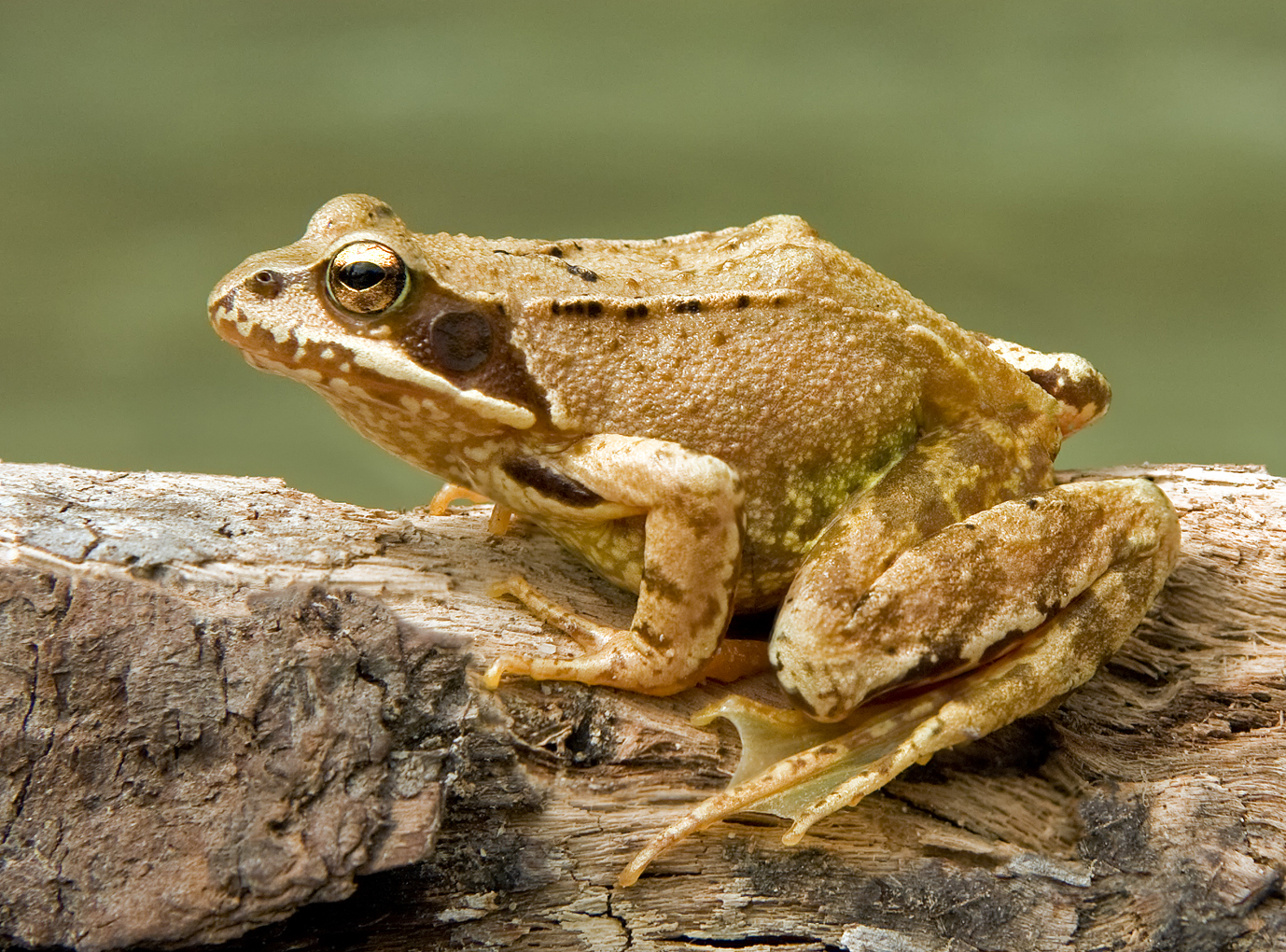
Vista lateral.
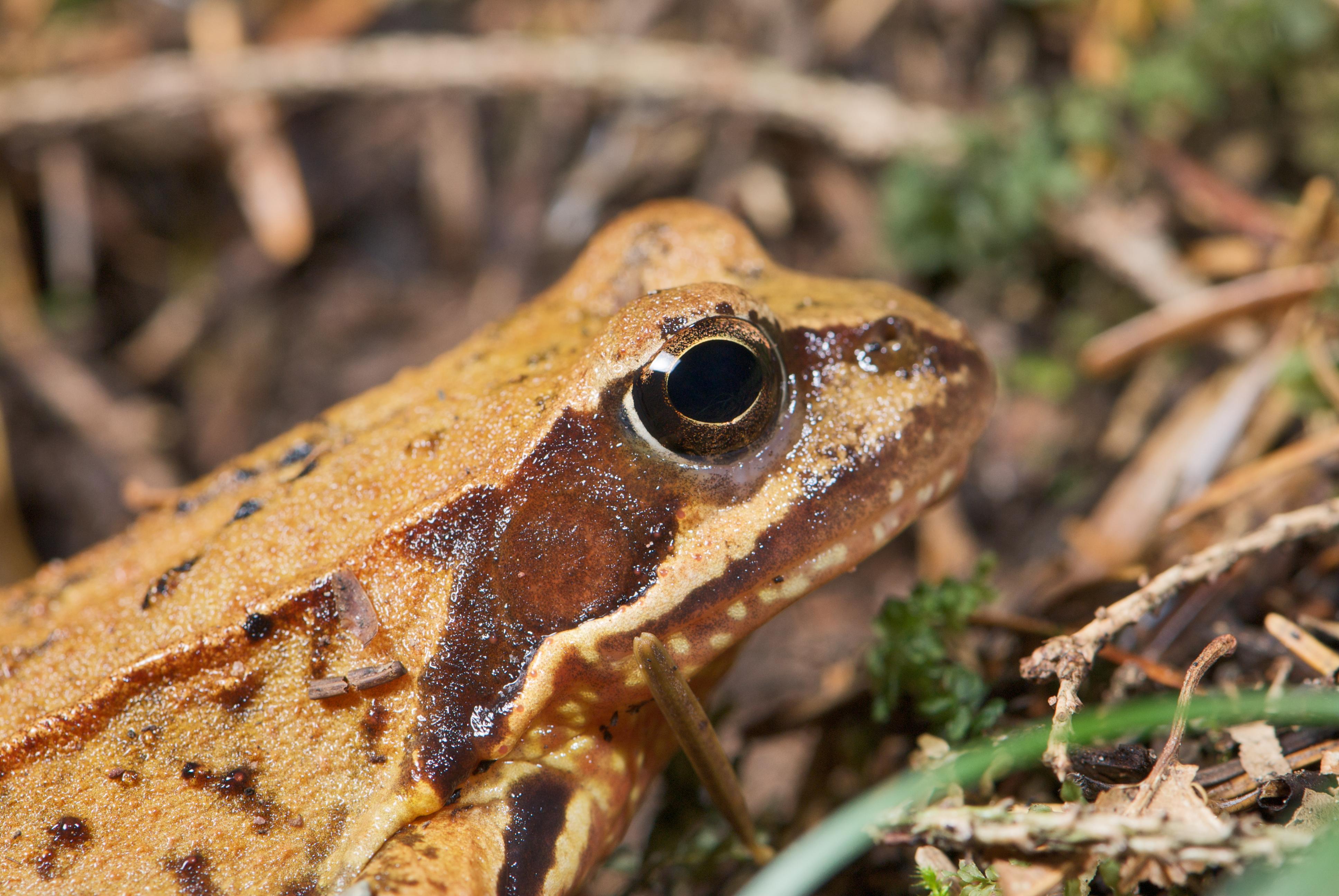
Detalle.
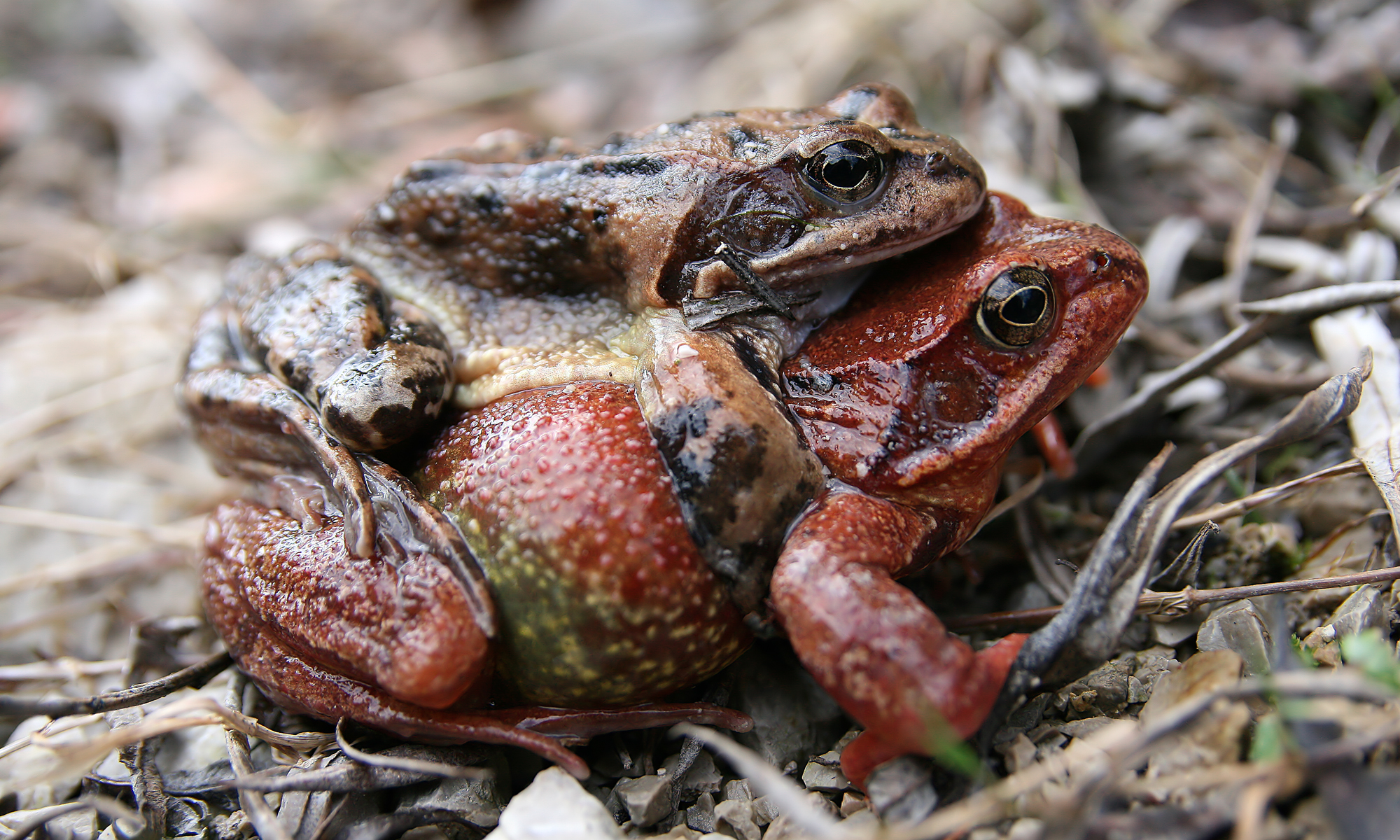
Pareja apareándose.
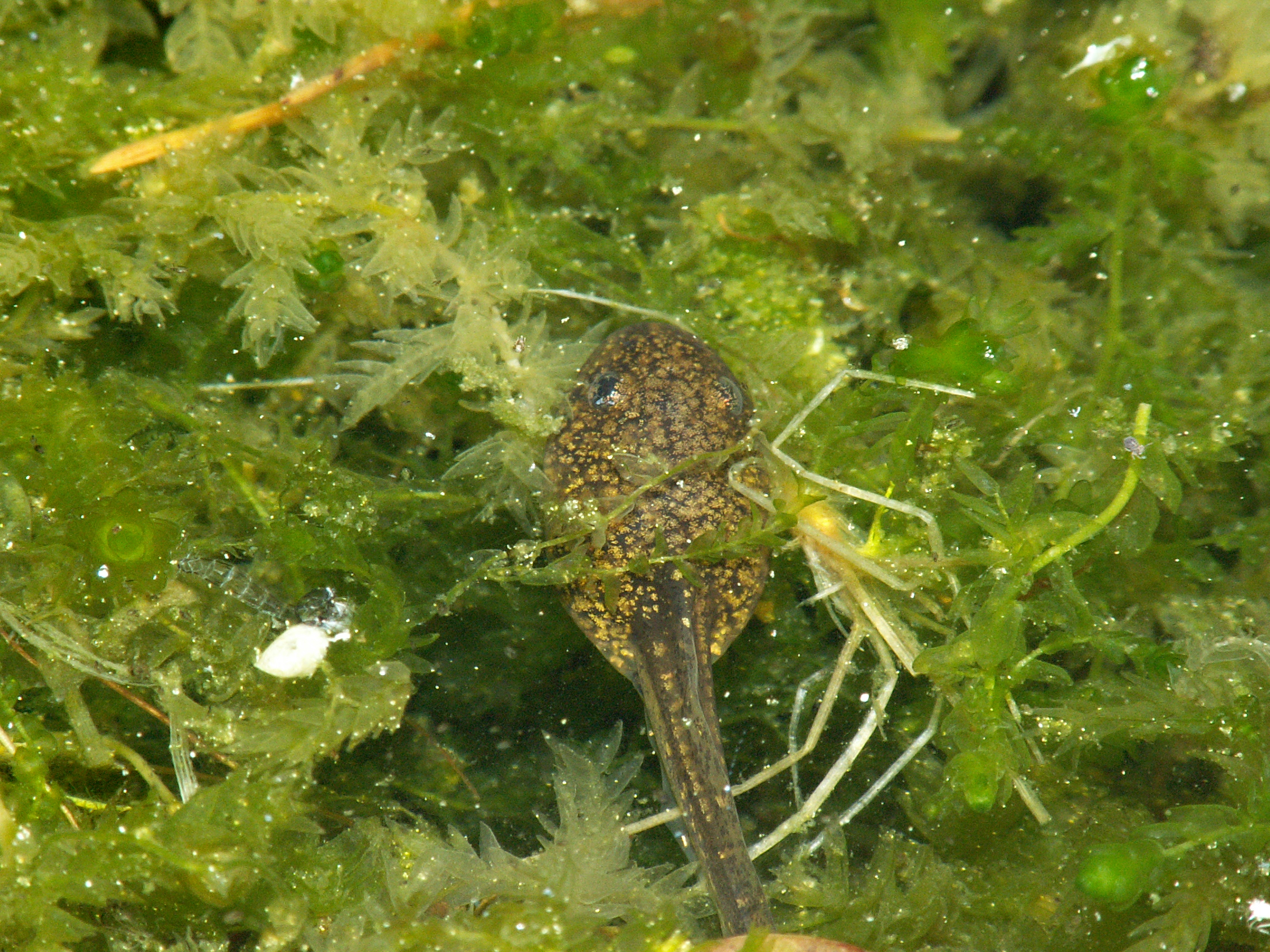
Renacuajo.
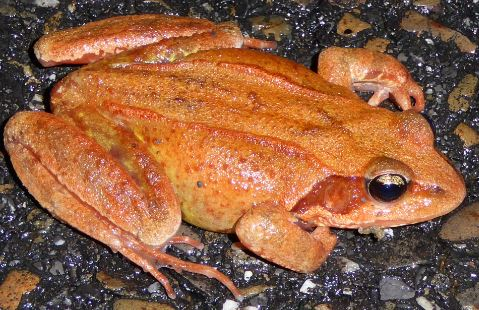
Rana Bermeja